# Álvaro Flórez Estrada

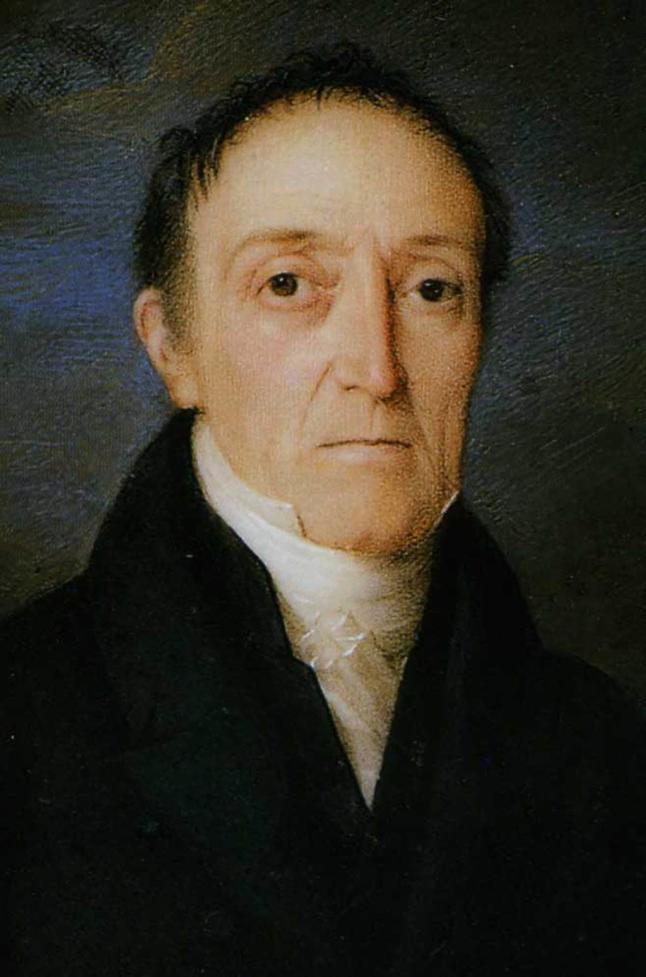
Álvaro Flórez Estrada

Álvaro Flórez Estrada (Pola de Somiedo, Astúrias, 1765 — 1853) foi um economista, advogado, cientista e político espanhol que lecionou na Universidade de Oviedo. Foi um personagem importante na luta contra as invasões napoleônicas, defensor do liberalismo social.